# NBA G League
A NBA G League anteriormente chamada de NBA Development League (D-League) é um campeonato de basquetebol dos Estados Unidos, sendo a liga oficial de desenvolvimento da NBA. Constitui-se de 17 times diretamente ligados às franquias da NBA, que mandam jogadores subaproveitados ou sem jogar para o plantel das equipes da D-League. O nome atual é referência ao patrocinador Gatorade.
A liga começou a ser disputada na temporada 2001–2002, originalmente, por oito franquias situadas no sudeste dos Estados Unidos (especificamente na Virginia, As Carolinas, Alabama, e Georgia). Algumas destas equipes foram compradas por proprietários e mudaram-se. Ao  mesmo tempo o nome da liga foi mudado no verão de 2005, em uma tentativa de atrair mais fãs em todo o país. Como resultado, foram estabelecidas ou movidas franquias para Texas, Novo México, Arkansas, Flórida e Oklahoma. Em Fevereiro de 2006, a D-League expandiu-se para California, com a entrada do Bakersfield Jam. Dois meses depois, a liga anunciou quatro equipes da Continental Basketball Association se filiariam: Dakota Wizards, Sioux Falls Skyforce, Idaho Stampede, e uma equipe originalmente formada para a expansão da CBA, o Colorado 14ers. Poucos dias depois, a liga anunciou que Anaheim, estaria recebendo uma equipe. Uma semana depois, foi anunciado que o Los Angeles Lakers comprou uma equipe, tornando-a primeira equipe da NBA a possuir uma equipa filial na D-League.
Em 4 de janeiro de 2010, a liga anunciou seu primeiro contrato com a televisão nacional, o Versus, que está programado para transmitir 10 jogos da temporada regular e 6 jogos do playoff ao longo de 2010, a ser exibido nas noites de sábado a partir 16 de janeiro.
Desde 2019 o campeão da NBA G League participa da Copa Intercontinental FIBA.

## Times da NBA G League
| Conferência Leste | Conferência Leste        | Conferência Leste          | Conferência Leste                                  | Conferência Leste | Conferência Leste | Conferência Leste      | Conferência Leste |
| Divisão           | Time                     | Cidade                     | Arena                                              | Capacidade        | Fundação          | Afiliado(s)            |                   |
| ----------------- | ------------------------ | -------------------------- | -------------------------------------------------- | ----------------- | ----------------- | ---------------------- | ----------------- |
| Atlântico         | Delaware Blue Coats      | Wilmington, Delaware       | 76ers Fieldhouse                                   | 2,500             | 2007[A]           | Philadelphia 76ers     |                   |
| Atlântico         | Long Island Nets         | Uniondale, Nova Iorque     | Nassau Veterans Memorial Coliseum                  | 13,500            | 2015              | Brooklyn Nets          |                   |
| Atlântico         | Maine Celtics            | Portland, Maine            | Portland Exposition Building                       | 3,100             | 2009              | Boston Celtics         |                   |
| Atlântico         | Raptors 905              | Mississauga, Ontario       | Paramount Fine Foods Centre                        | 5,000             | 2015              | Toronto Raptors        |                   |
| Atlântico         | Westchester Knicks       | White Plains, Nova Iorque  | Westchester County Center                          | 5,000             | 2014              | New York Knicks        |                   |
| Central           | Canton Charge            | Canton, Ohio               | Canton Memorial Civic Center                       | 5,200             | 2001[B]           | Cleveland Cavaliers    |                   |
| Central           | Fort Wayne Mad Ants      | Fort Wayne, Indiana        | Allen County War Memorial Coliseum                 | 13,000            | 2007              | Indiana Pacers         |                   |
| Central           | Grand Rapids Drive       | Walker, Michigan           | DeltaPlex Arena                                    | 4,500             | 2006[C]           | Detroit Pistons        |                   |
| Central           | Windy City Bulls         | Hoffman Estates, Illinois  | Sears Centre                                       | 10,000            | 2015              | Chicago Bulls          |                   |
| Central           | Wisconsin Herd           | Oshkosh, Wisconsin         | Menominee Nation Arena                             | 10,000            | 2017              | Milwaukee Bucks        |                   |
| Sudeste           | Capital City Go-Go       | Washington, D.C.           | St. Elizabeths East Entertainment and Sports Arena | 4,200             | 2018              | Washington Wizards     |                   |
| Sudeste           | Erie BayHawks[B]         | Erie, Pennsylvania         | Erie Insurance Arena                               | 6,750             | 2017[B]           | Atlanta Hawks          |                   |
| Sudeste           | Greensboro Swarm         | Greensboro, North Carolina | Greensboro Coliseum Pavilion                       | 2,500             | 2015              | Charlotte Hornets      |                   |
| Sudeste           | Lakeland Magic           | Lakeland, Flórida          | RP Funding Center                                  | 8,178             | 2008[B]           | Orlando Magic          |                   |
| Conferência Oeste |                          |                            |                                                    |                   |                   |                        |                   |
| Divisão           | Time                     | Cidade                     | Arena                                              | Capacidade        | Fundação          | Afiliado(s)            |                   |
| Central-Oeste     | Iowa Wolves              | Des Moines, Iowa           | Wells Fargo Arena                                  | 16,110            | 2007[M]           | Minnesota Timberwolves |                   |
| Central-Oeste     | Memphis Hustle           | Southaven, Mississippi     | Landers Center                                     | 8,362             | 2017              | Memphis Grizzlies      |                   |
| Central-Oeste     | Oklahoma City Blue       | Oklahoma City, Oklahoma    | Cox Convention Center                              | 13,846            | 2001[E]           | Oklahoma City Thunder  |                   |
| Central-Oeste     | Sioux Falls Skyforce     | Sioux Falls, South Dakota  | Sanford Pentagon                                   | 3,250             | 1989[F]           | Miami Heat             |                   |
| Sudoeste          | Austin Spurs             | Cedar Park, Texas          | H-E-B Center at Cedar Park                         | 7,200             | 2001[D]           | San Antonio Spurs      |                   |
| Sudoeste          | Rio Grande Valley Vipers | Hidalgo, Texas             | State Farm Arena                                   | 5,500             | 2007              | Houston Rockets        |                   |
| Sudoeste          | Salt Lake City Stars     | Taylorsville, Utah         | Lifetime Activities Center-Bruin Arena             | 5,000             | 1997[J]           | Utah Jazz              |                   |
| Sudoeste          | Texas Legends            | Frisco, Texas              | Dr Pepper Arena                                    | 4,500             | 2006[G]           | Dallas Mavericks       |                   |
| Pacífico          | Agua Caliente Clippers   | Ontario, Califórnia        | Citizens Business Bank Arena                       | 10,832            | 2017              | Los Angeles Clippers   |                   |
| Pacífico          | Northern Arizona Suns    | Prescott Valley, Arizona   | Prescott Valley Event Center                       | 5,100             | 2006[I]           | Phoenix Suns           |                   |
| Pacífico          | Santa Cruz Warriors      | Santa Cruz, Califórnia     | Kaiser Permanente Arena                            | 2,505             | 1995[K]           | Golden State Warriors  |                   |
| Pacífico          | South Bay Lakers         | El Segundo, Califórnia     | UCLA Health Training Center                        | 750               | 2006[H]           | Los Angeles Lakers     |                   |
| Pacífico          | Stockton Kings           | Stockton, Califórnia       | Stockton Arena                                     | 11,193            | 2008[M]           | Sacramento Kings       |                   |

- A. ^ Quando era o Utah Flash, e mais tarde Delaware 87ers.
- B. ^ O Erie BayHawks original foi comprado pelo Orlando Magic e se mudou em 2017 para Lakeland, tornando-se assim o Lakeland Magic,[6] foi aí que os antigos donos do BayHawks fundaram outro time em parceria com o Atlanta Hawks - que em 2019 será realocado para College Park (Geórgia), sendo assim também será renomeado para College Park. Então, os antigos donos do BayHawks, em parceria com o New Orleans Pelicans criaram um 3º time chamado Erie BayHawks, que começará a jogar em 2019, mas a partir de 2022 será realocado para Birmingham.[7]
- C. ^ Quando era o Huntsville Flight.
- D. ^ Quando era o Springfield Armor.
- E. ^ Quando era o Columbus Riverdragons.
- F. ^ Quando era o Asheville Altitude.
- G. ^ Jogou na Continental Basketball Association e na International Basketball League. Ingressou na NBA D-League em 2006.
- H. ^ Quando era o Colorado 14ers.
- I. ^ Não tinha uma equipe formada para a temporada 2010-11.
- J. ^ Quando era o Bakersfield Jam.
- K. ^ Jogou como o Idaho Stampede na Continental Basketball Association antes de entrar para a NBA D-League em 2006.
- L. ^ Quando era o Dakota Wizards; Jogou na International Basketball Association e na Continental Basketball Association antes de ingressar na NBA D-League em 2006.
- M. ^ Quando era o Reno Bighorns.

### Histórico
Times atuais em marrom, times extintos ou relocados em azul, futuros times ou novos nomes em verde claro.

## Campeões
| Temporada | Campeão                  | Placar                        | Vice-campeão               |
| --------- | ------------------------ | ----------------------------- | -------------------------- |
| 2001–2002 | Greenville Groove        | 81–63, 75–68                  | North Charleston Lowgators |
| 2002–2003 | Mobile Revelers          | 92–82, 71–77, 75–72           | Fayetteville Patriots      |
| 2003–2004 | Asheville Altitude       | 108–106 (OT)                  | Huntsville Flight          |
| 2004–2005 | Asheville Altitude       | 90–67                         | Columbus Riverdragons      |
| 2005–2006 | Albuquerque Thunderbirds | 119–108                       | Fort Worth Flyers          |
| 2006–2007 | Dakota Wizards           | 129–121 (OT)                  | Colorado 14ers             |
| 2007–2008 | Idaho Stampede           | 89–95, 90–89, 108–101         | Austin Toros               |
| 2008–2009 | Colorado 14ers           | 136–131, 123–104              | Utah Flash                 |
| 2009–2010 | Rio Grande Valley Vipers | 136–131, 94–91                | Tulsa 66ers                |
| 2010–2011 | Iowa Energy              | 123–106, 122–141, 119–111     | Rio Grande Valley Vipers   |
| 2011–2012 | Austin Toros             | 101–109 (OT), 113–94, 122–110 | Los Angeles D-Fenders      |
| 2012–2013 | Rio Grande Valley Vipers | 112–102, 102–91               | Santa Cruz Warriors        |
| 2013–2014 | Fort Wayne Mad Ants      | 102–92, 119–113               | Santa Cruz Warriors        |
| 2014–2015 | Santa Cruz Warriors      | 119–115, 109–96               | Fort Wayne Mad Ants        |
| 2015-2016 | Sioux Falls Skyforce     | 104-99, 102-109, 91-63        | Los Angeles D-Fenders      |
| 2016-2017 | Raptors 905              | 106-119, 99-85, 122-96        | Rio Grande Valley Vipers   |
| 2017-2018 | Austin Spurs             | 105-93, 98-76                 | Raptors 905                |
| 2018-2019 | Rio Grande Valley Vipers | 107-117,127-116,112-129       | Long Island Nets           |
| 2019-2020 | Interrompido             | devido á                      | Pandemia de COVID-19       |
| 2020-2021 | Osceola Magic            | 97-78                         | Delaware Blue Coats        |
| 2021-2022 | Rio Grande Valley Vipers | 145-128,114-131               | Delaware Blue Coats        |